# Дориньяк, Жорж
Жорж Дориньяк (фр. Georges Dorignac; 8 ноября 1879[…], Бордо — 21 декабря 1925[…], XV округ Парижа) — французский художник.

## Биография
Родился в 1879 году в Бордо. Учился сперва (с 1893 года) в Муниципальной школе изящных искусств Бордо, а с 1898 года — в Высшей школе изящных искусств Парижа под руководством Леонна Бонна. Однако всего несколько месяцев спустя ушёл из Школы и принял решение начать самостоятельную карьеру.

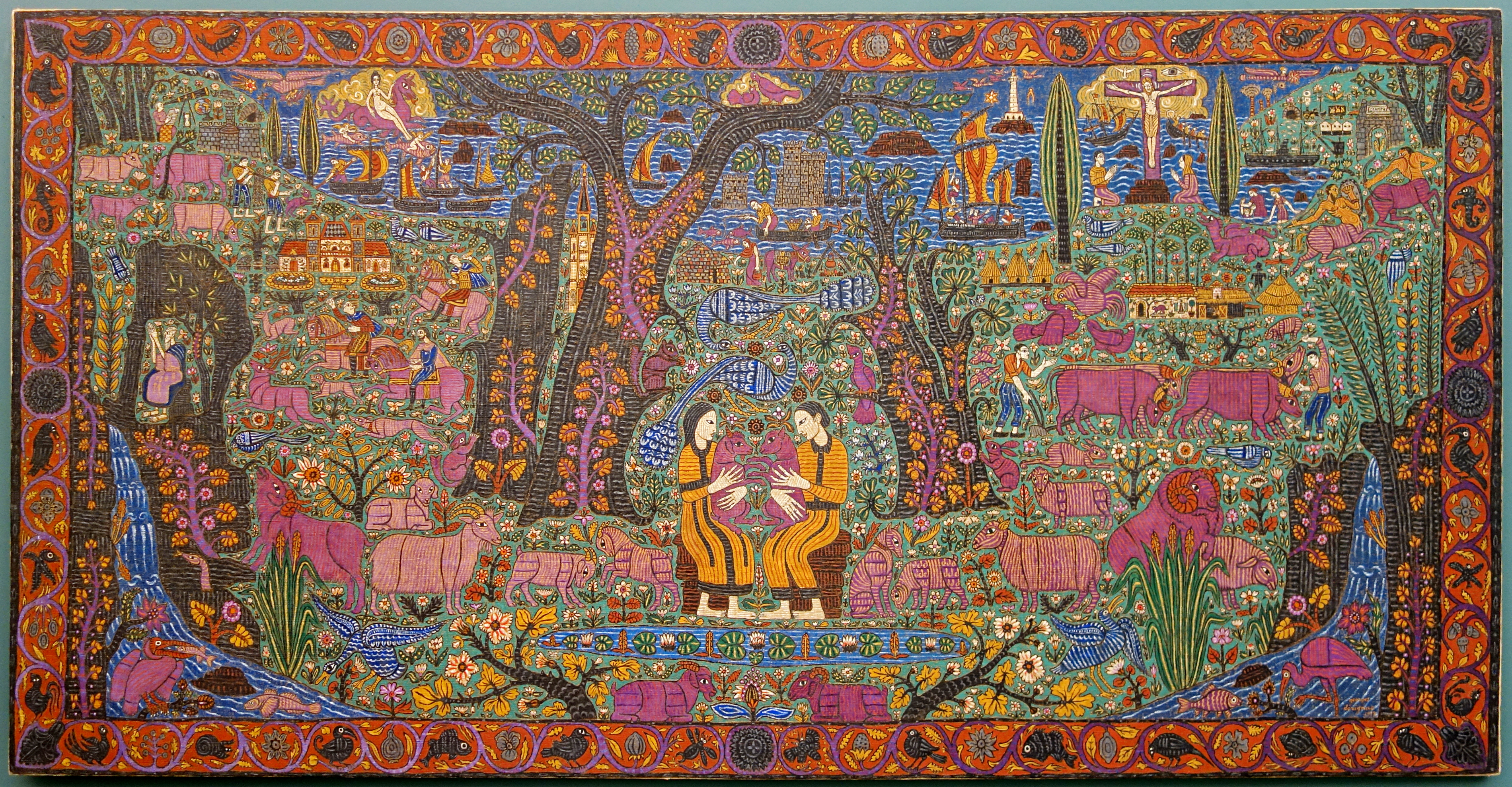
Влюблённые (1917)

На рубеже XX века много общался с испанскими художниками, работавшими во Франции, в частности, Дарио де Регойосом, оказавшими на него большое влияние. В этот период подписывал свои работы «Хорхе Дориньяк». Посетил Байонну, а также Сан-Себастьян и другие города по обе стороны франко-испанской границы.
В Париже проживал на Монмартре, где стал видным членом коммуны художников «Улей». С 1902 года регулярно выставлял свои работы на Салоне Независимых.
Во время Первой мировой войны был призван в армию, но быстро признан негодным к военной службе. После 1914 года много работал в сфере декоративно-прикладного искусства: разрабатывал дизайн витражей, гобеленов, мозаик, керамических изделий. Выставлялся на Осеннем салоне. В 1920 году вновь посетил Страну Басков, кроме того, побывал на Корсике вместе с польско-еврейским художником Генриком (Анри) Эпштейном, мужем своей дочери Сюзанны, который в дальнейшем погиб в Освенциме.
Скончался Дориньяк в 1925 году в Париже и был похоронен на кладбище Эпернон. Вскоре после кончины Дориньяка в парижской галерее Марселя Бернхайма состоялась ретроспективная выставка его работ.

## Творчество и судьба наследия

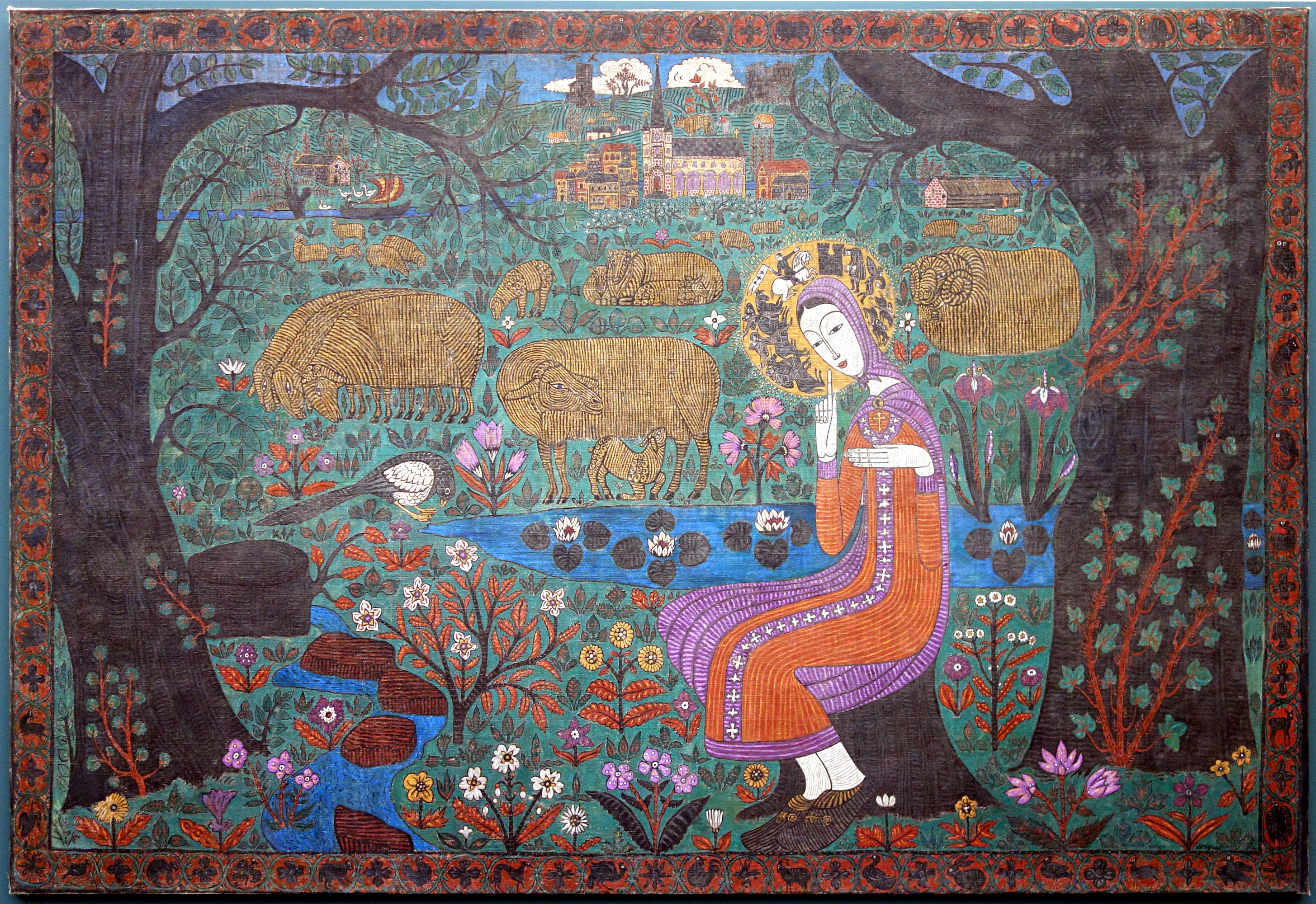
Жанна д’Арк

Творчество художника Дориньяка распадается на несколько пластов. На рубеже 1910-х годов он пробовал себя в пуантилизме («Мост Пон-Нёф», 1910). В начале 1910-х годов создавал рисунки в стиле своеобразного мрачного «брутализма», которые критики в дальнейшем сравнивали с работами немецкого скульптора Кете Кольвиц.
В конце 1920-х годов Дориньяк создал ряд весьма оригинальных произведений, в которых традиции примитивизма соединились с веяниями индийского и иранского искусства, буддийской танки, творчества Гогена. В его поздних работах («Обнажённая», 1924) заметно сходство с гораздо более поздними работами Люсьена Фрейда.
Современники, включая вышеупомянутого галериста Бернхайма, высоко ставили творчество Дориньяка, однако в дальнейшем он был достаточно быстро забыт. К моменту, когда в 1994 году в одной из галерей Бордо были выставлены три рисунка Дориньяка, относящиеся к «бруталистскому» периоду его творчества, имя художника практически ничего не говорило даже искусствоведам. Три рисунка послужили отправной точкой для дальнейших исследований творчества Дориньяка, в частности, в русле его сравнения с Модильяни, с которым Дориньяк был знаком лично (Модильяни был членом коммуны «Улей» одновременно с ним).
В начале 2000-х годов работы Дориньяка экспонировались на выставках, посвящённых Модильяни, в Испании, Италии и Андорре. В 2019 году в Париже в Музее Монмартра состоялась персональная выставка его работ.

## Работы Дориньяка из собрания Музея изящных искусств Бордо

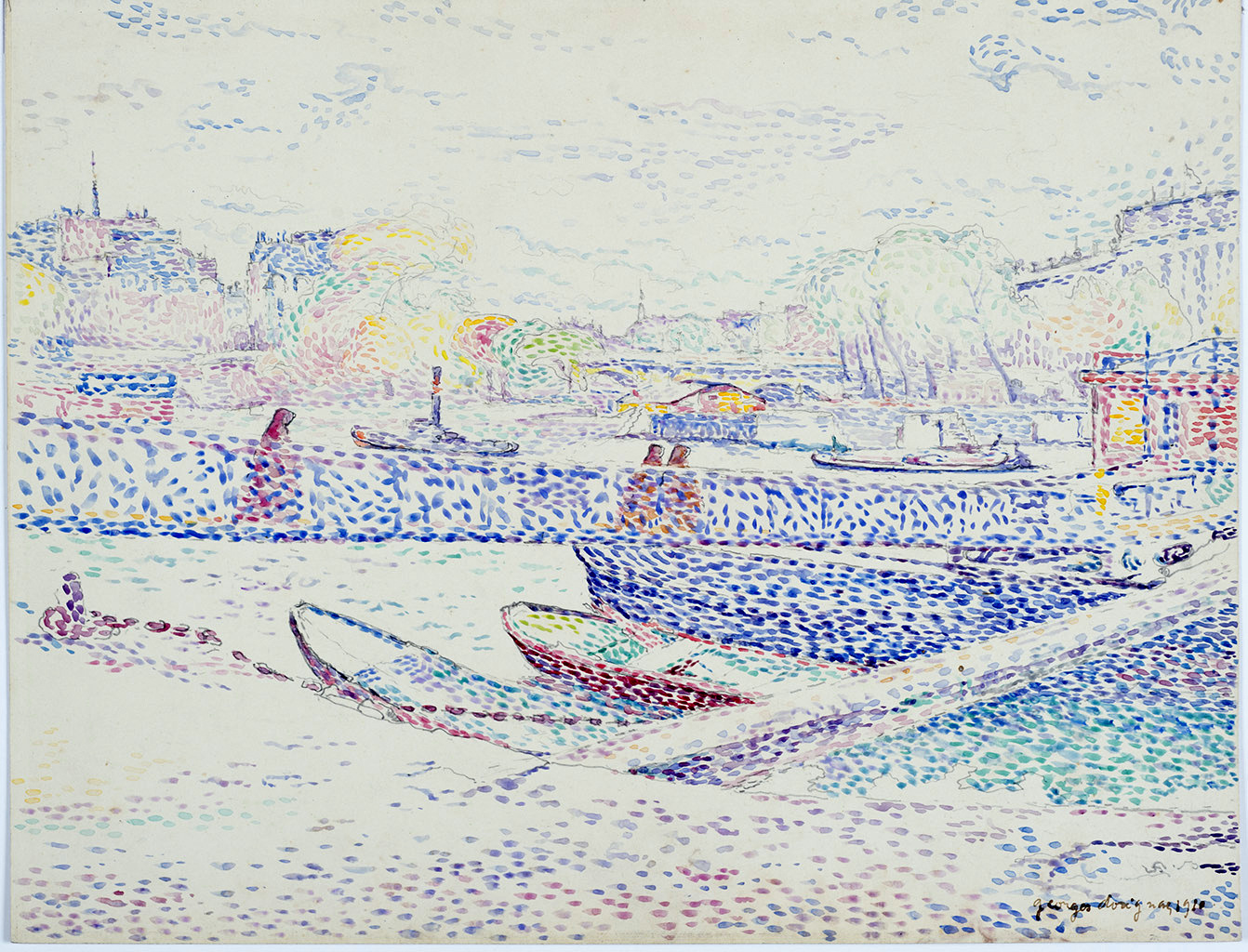
Мост Пон-Нёф (1910)
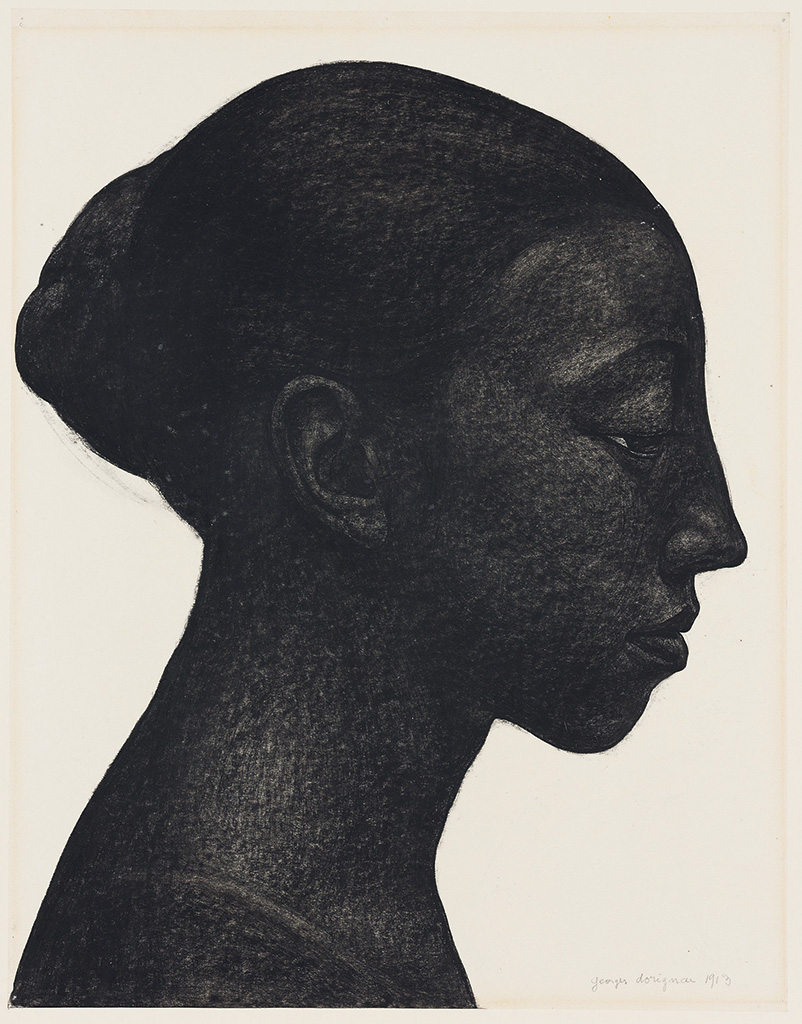
Женский профиль. Этюд (1913)
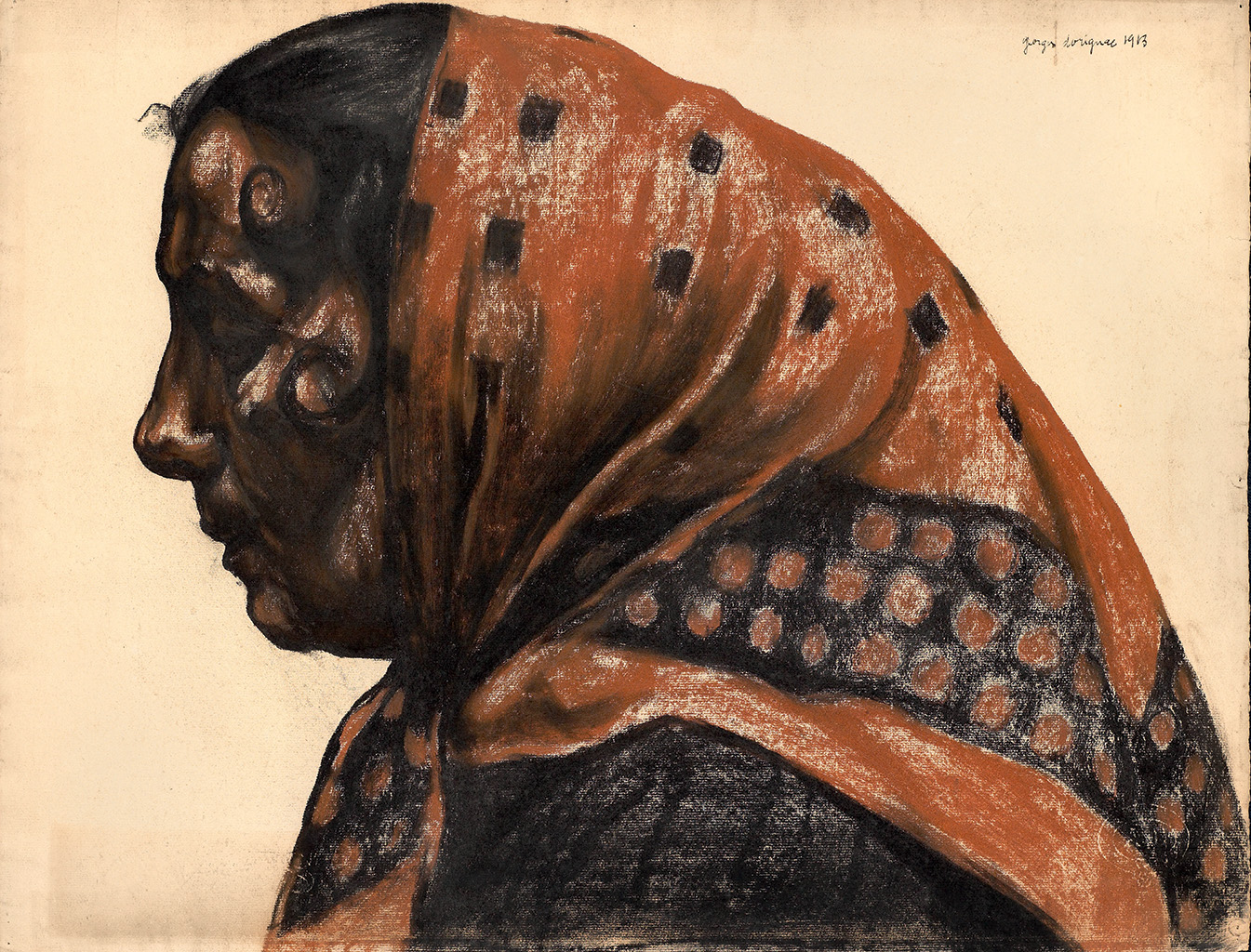
Крестьянка в платке (1913)
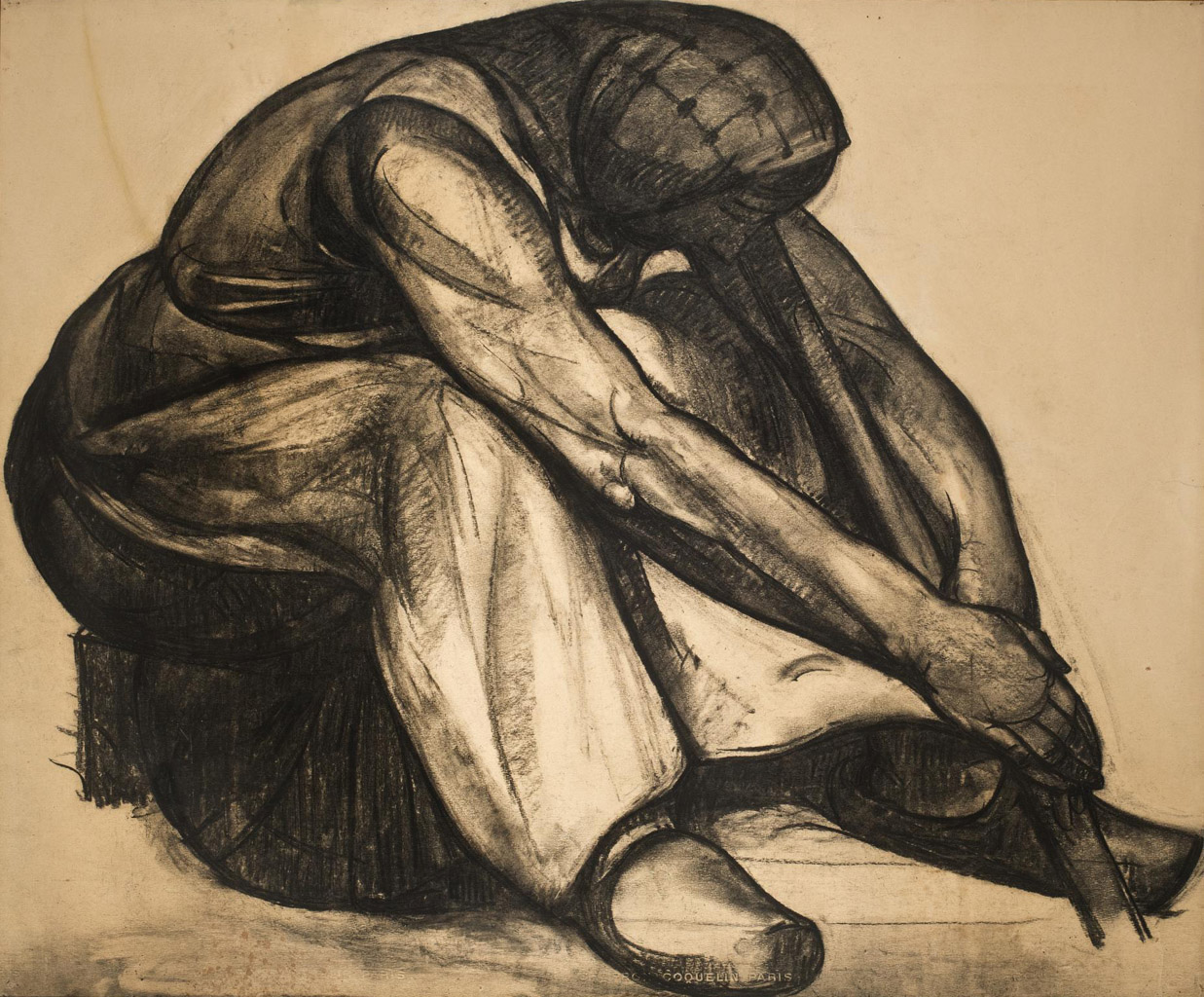
Отдыхающая крестьянка (около 1920)
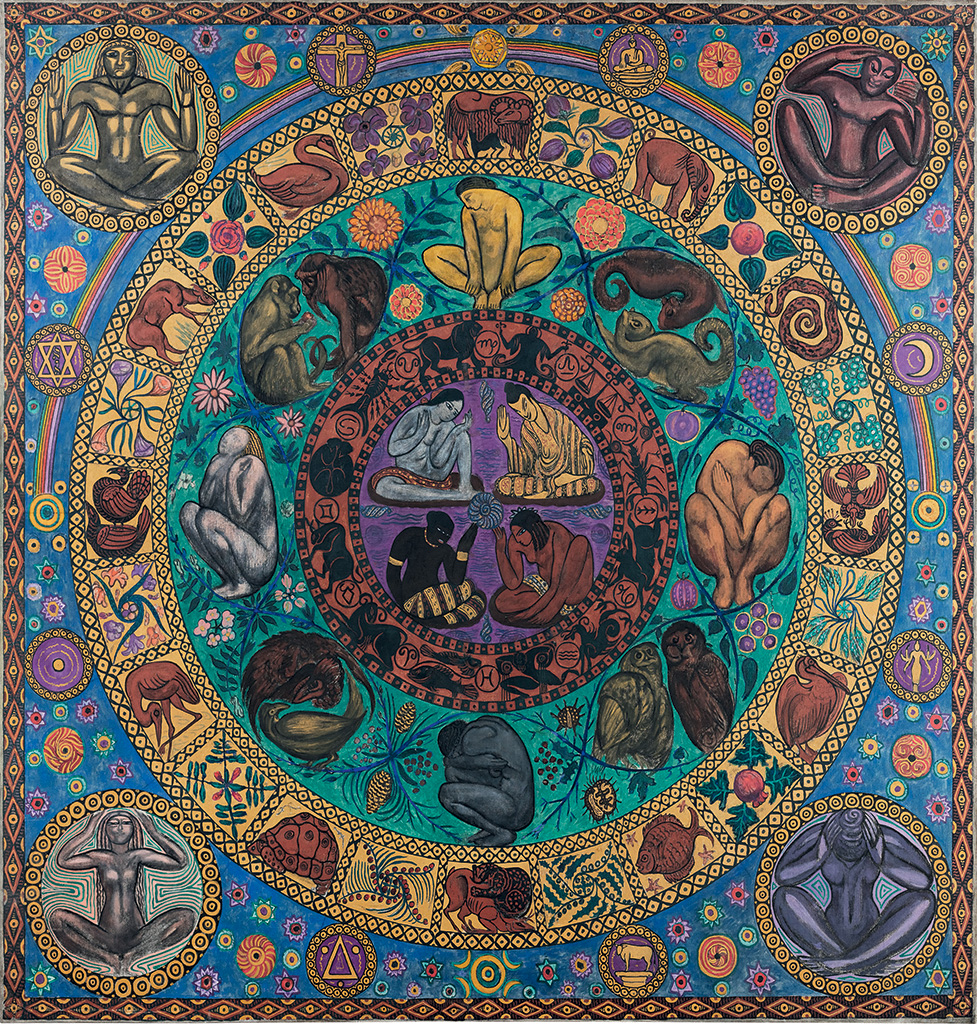
Мандала (1920)
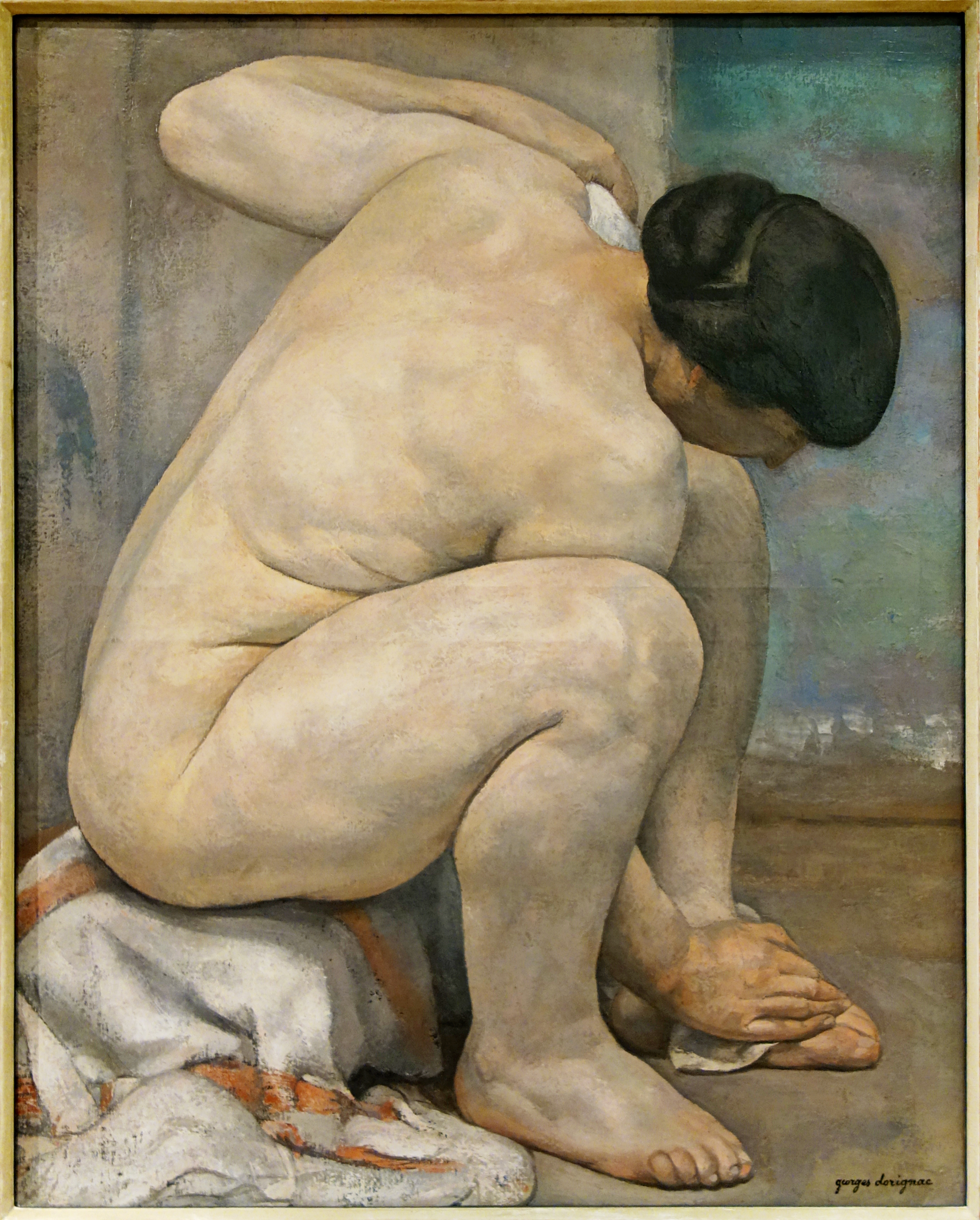
Обнажённая (ок. 1924)